# Arothron stellatus
Arothron stellatus és una espècie de peix de la família dels tetraodòntids i de l'ordre dels tetraodontiformes.Relativament poc comú en els esculls de pegat i pendents de corall a prop de les zones de sorra de clares i esculls de llacuna cap al mar. Els joves es produeixen en els esculls d'interiors de sorra i mala herba, adults en llacunes clares i esculls cap al mar (Ref. 9710). Els joves litoral, generalment en substrats fangosos i freqüència d'estuari. Adults en pendents profundes i gamma a esculls exteriors, nedant de vegades alta per sobre del substrat o just sota la superfície.

## Morfologia
- Els mascles poden assolir 120 cm de longitud total.[2][3]

## Hàbitat
És un peix de clima tropical i associat als esculls de corall que viu entre 3-58 m de fondària.

## Distribució geogràfica
Es troba des del Mar Roig i l'Àfrica oriental fins a les Tuamotu, el sud del Japó i l'illa de Lord Howe. També és present a la costa meridional atlàntica de Sud-àfrica.

## Observacions
No es pot menjar, ja que és verinós per als humans.